# Juli Dens
Juli Dens (en llatí Julius Densus) era un cavaller romà que va viure al temps de l'emperador Neró vers l'any 56. Acusat de ser favorable a Britànic, el fill de Claudi, l'emperador no va fer cas de les acusacions.